# Stanisław Karpiński (biotechnolog)
Stanisław Mariusz Karpiński (ur. 5 listopada 1960 w Poznaniu) – polski biotechnolog, profesor nauk biologicznych, wykładowca akademicki, w 2012 sekretarz stanu w Ministerstwie Nauki i Szkolnictwa Wyższego, działacz opozycji w okresie PRL.

## Życiorys

### Działalność opozycyjna
W okresie studiów biologicznych na Akademii Rolniczej w Poznaniu związał się z opozycją solidarnościową. Działał także we władzach uczelnianego Niezależnego Zrzeszenia Studentów, w grudniu 1981 brał udział w organizacji strajku studenckiego. Współpracował następnie z niejawnymi strukturami związku, był kolporterem „Obserwatora Wielkopolskiego” i innych pism drugiego obiegu. W maju 1983 został tymczasowo aresztowany w związku z podejrzeniem udziału w zdelegalizowanej „Solidarności” oraz dystrybucji „nielegalnej literatury”; zwolniono go na mocy amnestii w sierpniu tego samego roku. Rok później ukończył studia na Akademii Rolniczej, następnie otrzymał etat techniczny na tej uczelni.

### Działalność naukowa
W 1989 został przyjęty na studia doktoranckie na Szwedzkim Uniwersytecie Rolniczym w Umeå, gdzie od tej pory pracował naukowo przez dwadzieścia lat. W 1994 uzyskał stopień doktora w zakresie komórki drzew i biologii molekularnej roślin.
W 1999 wraz z Philipem Mullineaux w „Science” opisał mechanizm systemowej nabytej aklimatyzacji u roślin. W 2010 kierowany przez niego zespół fizjomiki i biotechnologicznego modelowania roślin w SGGW w Warszawie przedstawił w „The Plant Cell” analogiczny do systemu nerwowego zwierząt systemowy mechanizm przekazywania bodźców świetlnych i fizjologiczną pamięć świetlną u roślin.
W 1999 został docentem na wydziale leśnym Szwedzkiego Uniwersytetu Rolniczego. W tym samym roku zakończył pracę na tej uczelni, po czym został zatrudniony na Uniwersytecie Sztokholmskim. W 2004 decyzją rektora tego uniwersytetu został profesorem w dyscyplinie fizjologii molekularnej roślin. W 2009 powrócił do Polski, został laureatem pierwszego konkursu „Welcome” (Fundacji na rzecz Nauki Polskiej), otrzymał jeden z najwyższych indywidualnych grantów badawczych. Wraz ze swoimi zespołami opublikował ponad 90 eksperymentalnych artykułów; współtwórca kilkunastu przyznanych i wdrożonych patentów, dotyczących np. doświetlania przechowywanych warzyw i roślin w lodówkach BEKO oraz transgenicznej metody w celu ulepszenia rocznego przyrostu drzew i plonowania innych roślin uprawnych.
W 2009 otrzymał tytuł profesora nauk biologicznych. Został wykładowcą w Katedrze Genetyki, Hodowli i Biotechnologii Roślin Szkoły Głównej Gospodarstwa Wiejskiego w Warszawie.

### Działalność publiczna
1 lutego 2012 został sekretarzem stanu w Ministerstwie Nauki i Szkolnictwa Wyższego, odpowiadającym m.in. za nadzór nad Narodowym Centrum Nauki oraz Narodowym Centrum Badań i Rozwoju. Po trzech miesiącach, 2 maja 2012, został odwołany z tego stanowiska.
Od czerwca 2011 należał do Platformy Obywatelskiej, z której odszedł we wrześniu 2013 w ślad za Jarosławem Gowinem. Podjął z nim współpracę jako ekspert w sprawach nauki i szkolnictwa wyższego, a następnie został pełnomocnikiem zakładanej przez byłego ministra partii Polska Razem w Poznaniu. W marcu 2014 z powodów politycznych opuścił to ugrupowanie. W maju tego samego roku wstąpił do Kongresu Nowej Prawicy, z listy którego bez powodzenia ubiegał się pół roku później o mandat w sejmiku wielkopolskim. W styczniu 2015 wystąpił z tej partii.
W 2015 został członkiem Narodowej Rady Rozwoju powołanej przez prezydenta Andrzeja Dudę. Zasiadał w niej do 2020, ponownie powołany w skład tego gremium w 2022. Wszedł również w skład Rady Narodowego Centrum Nauki.
W sierpniu 2017 został powołany przez ministra rolnictwa i rozwoju wsi Krzysztofa Jurgiela na stanowisko dyrektora Instytutu Hodowli i Aklimatyzacji Roślin – Państwowego Instytutu Badawczego w Radzikowie. Pełnił tę funkcję do 2018.
Wszedł w skład komitetu wspierającego kandydaturę Karola Nawrockiego na prezydenta RP w wyborach w 2025.

## Odznaczenia i wyróżnienia
- Krzyż Wolności i Solidarności (2015)[20]
- Złoty Krzyż Zasługi (2022)[21]
- Medal im. Prof. Władysława Szafera (2022)[18]